# Burtinus
Burtinus is een geslacht van wantsen uit de familie van de Alydidae (Kromsprietwantsen). Het geslacht werd voor het eerst wetenschappelijk beschreven door Stål in 1860.

## Soorten
Het genus bevat de volgende soorten:

- Burtinus luteomarginatus Maldonado Capriles, 1953
- Burtinus notatipennis (Stål, 1860)